# Bardzka Góra

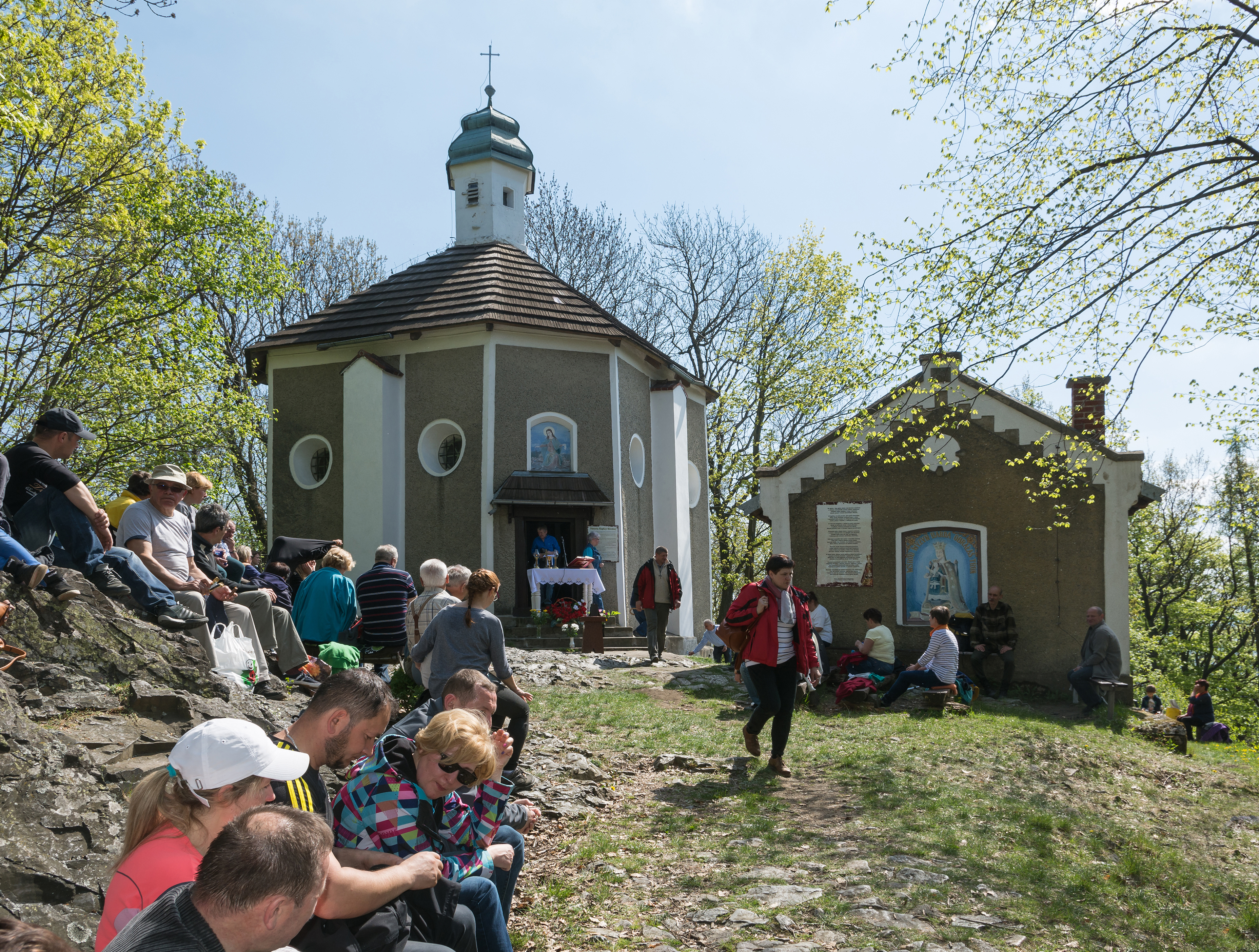
Kaplica NMP na Górze Bardzkiej

Bardzka Góra, Kalwaria (593 m n.p.m.) – wzniesienie w południowo-zachodniej Polsce, w Górach Bardzkich, w Sudetach Środkowych.

## Położenie
Wzniesienie położone jest w północno-zachodniej części Grzbietu Wschodniego Gór Bardzkich, nad Przełomem Bardzkim, na południowy wschód od Barda. Górę w dziejach nazywano: Warthaberg, Wartha Berg, Warthaer Kapellenberg, Kapellenberg, Brona, Góra Kapliczna, Bardzka Góra, Kalwaria.

## Opis
Jest to góra o kopulastym kształcie i stromych zboczach z wyraźnie zaznaczonym wierzchołkiem. Góruje nad Przełomem Bardzkim i Bardem, do których opada bardzo stromym zboczem ze skalnym Obrywem Bardzkim. Wydzielona jest głębokimi dolinami potoków, Srebrnika od zachodu, Bratniaka od południowego wschodu, a od południowego zachodu Węglówki. Góra stanowi zwornik, z którego rozchodzą się grzbiety o stromo opadających zboczach. Na północny wschód ciągnie się grzbiet z Kurzyńcem, w stronę północnego zachodu odchodzi najdłuższe ramię z Kozłem i Broną, a w stronę południa za płytką przełęczą ciągnie się wąski, właściwy Grzbiet Wschodni z Jodłową.

## Budowa geologiczna
Kalwaria zbudowana jest z dolnokarbońskich szarogłazów, zlepieńców i łupków ilastych struktury bardzkiej, którą od zachodu wzdłuż doliny Srebrnika przebiły górnokarbońskie granodioryty kłodzko-złotostockie, w których występuje prenit. Na południowym zboczu i w dolinie Srebrnika znajdują się wychodnie granitoidów stanowiących apofizę intruzji kłodzko-złotostockiej.

## Roślinność
Zbocza Kalwarii porastają lasy regla dolnego – przeważnie świerkowe, ze znaczną domieszką buka i innych gatunków, głównie liściastych. Lasy te są przerzedzone zrębami.

## Obryw Bardzki
Poniżej szczytu znajduje się tzw. Obryw Skalny – urwisko na zboczu Kalwarii od strony Nysy Kłodzkiej. Jest to pozostałość po olbrzymim obrywie mas skalnych, które 24 sierpnia 1598 r. zablokowały koryto Nysy, grożąc zatopieniem Barda. Na górnej krawędzi urwiska stoi krzyż. Są to ślady największego odnotowanego w historycznych czasach obrywu skalnego w Sudetach.

## Kaplica
Na szczycie znajduje się barokowa kaplica górska NMP z 1619 roku ze skromnym wyposażeniem, wzniesiona w miejscu, w którym według wierzeń w 1400 roku miała się objawić Matka Boża Płacząca. Obok znajduje się skałka z jej odbitą "stópką" (rekonstrukcja), przy której stoją kapliczki kalwaryjne.
Całą górę oplata gęsta sieć dróg i ścieżek, z których część związana jest z kultowym charakterem terenu, wiodą nimi trasy pątnicze, przy których stoją kapliczki z XVII i XIX wieku oraz stacje dróg krzyżowych. Jedna ze stromych ścieżek pątniczych prowadzi z Barda doliną potoku Srebrnik przez Źródło Marii na szczyt. Zespół kapliczek i ścieżek pątniczych nazywany jest Bardzką Kalwarią.

## Ruiny zamku
Na niewielkim spłaszczeniu bocznego ramienia Bardzkiej Góry, ograniczającego od zachodu Obryw Skalny, na wysokości ok. 420 m n.p.m., znajdują się ruiny średniowiecznego zamku. Powstał on prawdopodobnie w końcu XIII lub na początku XIV wieku.

## Turystyka
Przez szczyt prowadzi szlak turystyczny:
- – niebieski, fragment europejskiego długodystansowego szlaku pieszego E3 z Barda do Lądka-Zdroju.

Na górnej krawędzi osuwiska położony jest punkt widokowy, z którego roztacza się panorama Barda, Przełomu Bardzkiego i północnej części Grzbietu Zachodniego Gór Bardzkich.